# Sociedade Esportiva Matsubara
Sociedade Esportiva Matsubara (SE Matsubara), por lo general conocida simplemente como Matsubara, fue un club de fútbol brasileño con sede en Cambará, en el estado de Paraná.

## Historia
El club fue fundado el 18 de diciembre de 1974 por el nipobrasileño Sueo Matsubara para sustituir al club local Cambaraense, que fue subcampeón del campeonato Paranaense de 1953.
En 1976, Matsubara fue subcampeón del Campeonato Paranaense. 
En 1992, Matsubara terminó en la tercera posición del Campeonato Brasileiro Série C. El club fue eliminado en la final del Grupo B (que es la etapa inmediatamente anterior a la final de la competición) por el Fluminense de Feira.
El 5 de enero de 1995, trasladó su sede profesional y se trasladó a Londrina, año en que formó un equipo competitivo para disputar el Campeonato Paranaense, con nombres como Neto, Edmilson, Almir y Cleomir, llegando a las semifinales del torneo. Sin embargo, al año siguiente, hizo un pésimo campeonato Paranaense y, sumado al escaso público en la ciudad de Londrina y a la crisis de la empresa propietaria del club, Matsubara, el club regresó a Cambará en 1997, donde tuvo poca receptividad por parte de su hinchada, alcanzando un promedio de apenas 200 espectadores en casa durante los partidos del Paranaense.
Aún en 1996, el Matsubara participó en la Serie C y fue dirigido por el actor Nuno Leal Maia, quien salió del club de manera conflictiva, alegando que el equipo titular había sido desmantelado por el presidente y fundador del club, Sueo Matsubara, y que este había vendido los partidos de la fase final del torneo. Mandó algunos partidos en Santo Antônio da Platina y disputó algunas ediciones de la Tercera División Paranaense después de eso, poniendo fin a sus actividades en 2011 tras terminar en la última posición de esa edición del campeonato estatal.

## Estadio
Matsubara jugaba sus partidos de local en el Regional de Cambará, que tiene una capacidad máxima de 15 000 personas, y es propiedad de la Torcida Organizada Matsubara, que son un grupo ultrafanático de apoyo al club. 
El club también jugó en el Estadio do Café, que tiene una capacidad máxima de aproximadamente 45.000 personas y está ubicado en Londrina.
Matsubara posee un campo de entrenamiento llamado Vila Olímpica.
La mascota del club se llama Japonesinho, que en portugués significa Japonesito.

## Palmarés

### Estatal
- Campeonato Paranaense Serie Prata
  - Subcampeón (1): 1976
- Torneo de Integración del Fútbol Profesional
  - Ganadores (1): 1989

### Juvenil
- Copa Santiago de Fútbol Juvenil
  - Ganadores (1): 1991

### Torneos amistosos
- BTV Cup
  - Ganadores (2): 2007, 2011

## Proveedores y patrocinados
| Período   | Fabricante del kit | Patrocinador de la camiseta (pecho) | Patrocinador de la camiseta (manga) |
| --------- | ------------------ | ----------------------------------- | ----------------------------------- |
| 1974-1975 | Ninguno            | Ninguno                             | Ninguno                             |
| 1976-1979 | Rainha             | Cónsul                              | Ninguno                             |
| 1980-1984 | Rainha             | Cofap                               | Ninguno                             |
| 1985-1989 | Asics              | Suntory                             | Ninguno                             |
| 1990-1994 | Asics              | Banco do Brasil                     | Ninguno                             |
| 1995-1999 | Pena               | Sony                                | Band                                |
| 2000-2004 | Pena               | Honda                               | Guaraná Antártida                   |
| 2005-2009 | Pena               | Yamaha                              | Guaraná Antártida                   |
| 2010-2014 | Mizuno             | Vivo                                | Votorantim                          |
| 2015-2019 | Mizuno             | Nissan                              | Revista Luiza                       |